# LG Cookie (KP500)
LG KP500 (продаваемый как LG Cookie или Cooky в Южной Корее) - мобильный телефон с сенсорным экраном. LG ориентировалась на рынок сенсорных экранов начального уровня, сохраняя стоимость Cookie как можно ниже, опуская некоторые функции, имеющиеся в продуктах высокого класса, таких как LG Renoir, такие как GPS, 3G или Wi-Fi. Смартфон был представлен 30 сентября 2008 года. 

## Продажи
LG Cookie стал очень популярным на рынке. За первые пять месяцев после запуска в декабре 2008 года по всему миру было продано более двух миллионов устройств. Было продано 1,2 миллиона устройств в Европе, 600 000 в Азии и на развивающихся рынках и 100 000 в Корее, где LG заявила, что является лидером самый популярный телефон по состоянию на март 2009 года. LG планировала расширить доступность Cookie с 40 до 60 стран в рамках своего стремления достичь 13 миллионов продаж по всему миру.

## Технические характеристики

### Цвета

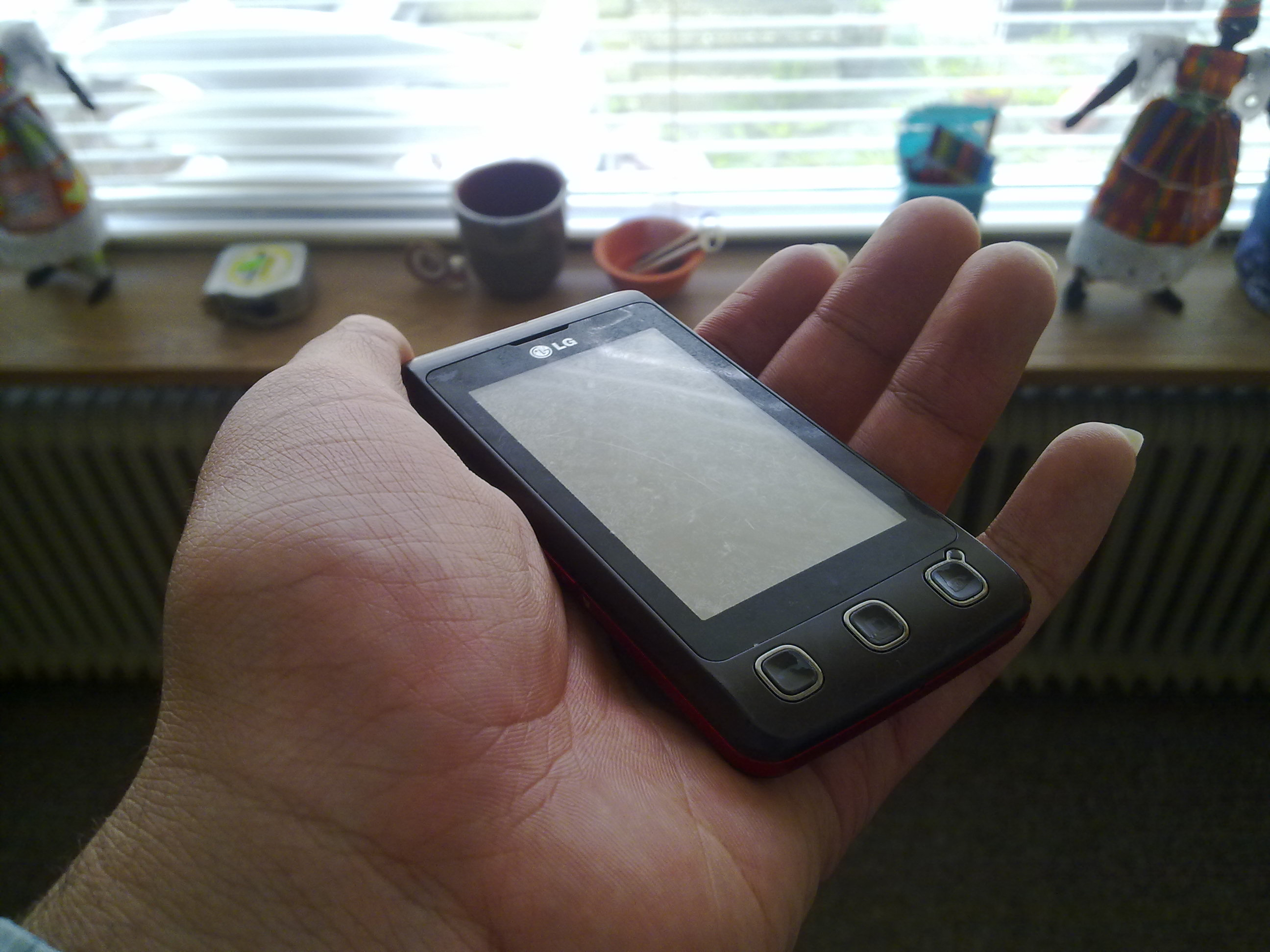
LG Cookie в руках

Первоначально телефон был выпущен в четырех цветах: черный, Vandyke Brown, Anodizing Silver и Elegant Gold. Позже он был увеличен до десяти цветов, включая белый, розовый и фиолетовый.

### Характеристики
- Его главная особенность — 3-дюймовый сенсорный экран с разрешением 240 x 400 пикселей, работающий на базе процессора ARM9E с тактовой частотой 175 МГц.
- Он имеет 3,15-мегапиксельную камеру, способную снимать фотографии и видео в формате MPEG-4 со скоростью 12 кадров/с, но не имеет модуля вспышки.
- LG KP500 Cookie также имеет FM- радиоприемник с RDS и акселерометрический датчик движения с поддержкой автоповорота дисплея.
- Программное обеспечение, установленное на телефоне, включало просмотрщик документов в форматах DOC, XLS и PDF, а также Java игры MIDP 2.0. Аккумулятор способен работать в режиме ожидания до 350 часов и в режиме разговора до 3 часов 30 минут.

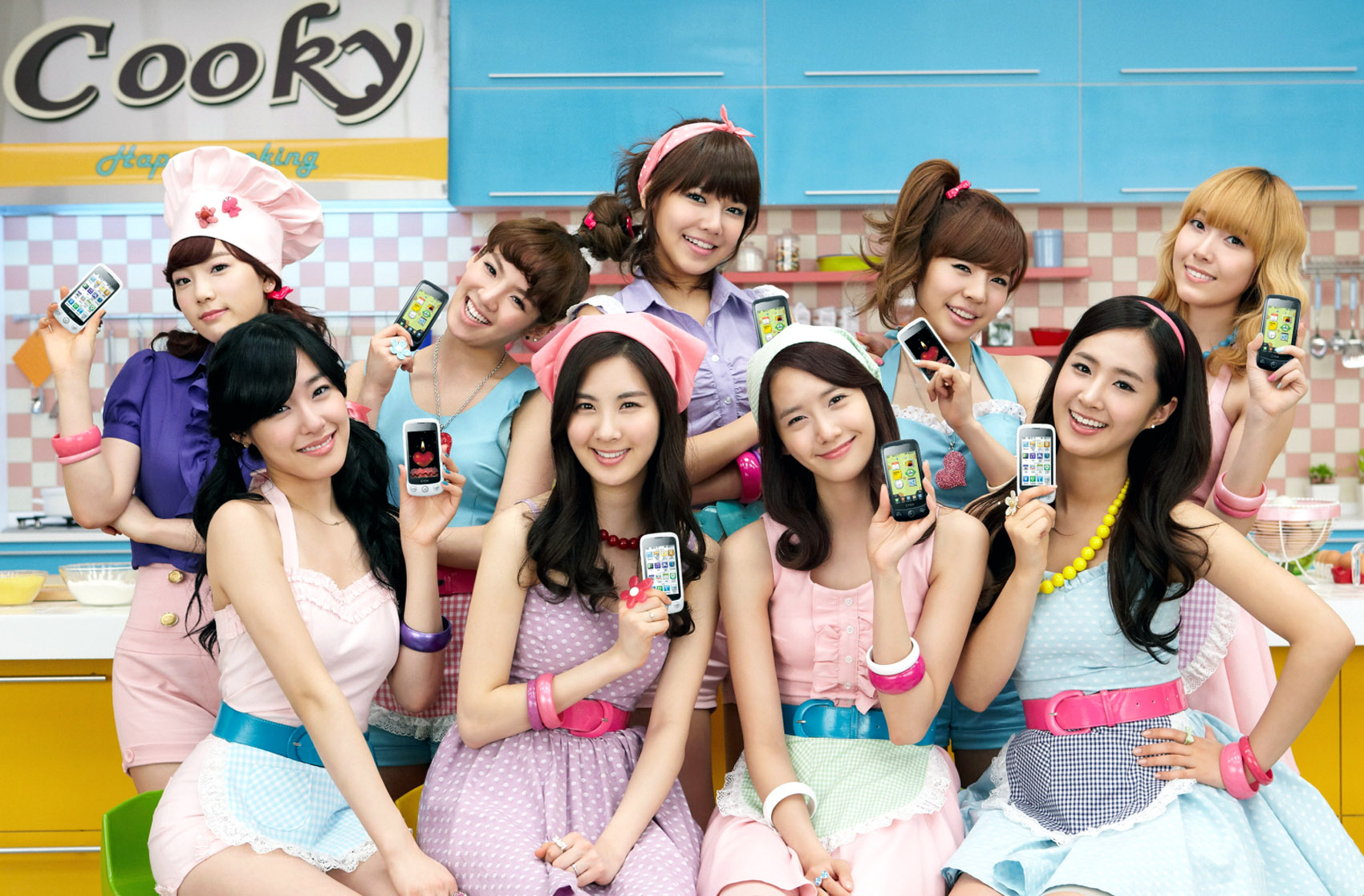
LG Cookie рекламирует группа Girls' Generation

## Другие модели
Позже будут выпущены и другие версии с названием Cookie: Cookie Fresh, Cookie Lite, Cookie Style, Cookie Wi-Fi, Cookie Gig, Cookie 3G и Cookie Plus, позже в 2010 году выпущен Cookie Tweet с клавиатурой QWERTY и Cookie Duo в 2011 году; и Cookie Smart в 2012 году. Преемник LG Cookie, LG Pop, был представлен в конце 2009 года.

## Похожие модели
Их конкурентами являются Samsung Tocco, а также более дешевая и функционально урезанная версия, Samsung Tocco Lite, а также первый в мире телефон на Android, HTC Dream и сенсорные телефоны на Symbian, Nokia 5800 XpressMusic и Nokia 5530 XpressMusic.